# Vittorio el vampiro
Vittorio, el vampiro (título original en inglés: Vittorio: The Vampire) (1999) es la segunda novela de la serie Nuevas historias de vampiros de Anne Rice. Es la única novela de la autora de las Crónicas vampíricas en la que no aparece el protagonista Lestat de Lioncourt; aunque Vittorio hace una breve referencia.

## Sinopsis
En el siglo XX, desde su castillo al norte de Toscana, en Italia, el vampiro Vittorio escribe la trágica historia de su vida.
En 1450 Vittorio di Raniari es un noble de dieciséis años y buen mozo cuya familia es asesinada por un poderoso y antiguo grupo de vampiros. La imagen de las cabezas cortadas de sus hermanos ante sus ojos y la muerte atroz de su familia, deja en él una marca permanente. Sin embargo, Vittorio consigue evitar compartir un destino tan terrible gracias a la compasiva intervención de uno de los vampiros del grupo. Después de ocuparse del enterramiento de su familia, Vittorio reúne todas las riquezas que puede y huye hacia el norte alejándose aún más de Florencia.
Cuando cae la noche, Vittorio llega a una extraña villa, donde no hay mendigos en las calles, ni enfermos ni ancianos, aunque su estado de tristeza le impide darse cuenta. Sin embargo pronto percibe que alguien lo está siguiendo, y preocupado, busca refugio en una posada. Se trata de Úrsula, la vampira que ha evitado que sus compañeros mataran a Vittorio cuando le mataron su familia, y que finalmente se presenta a él y lo seduce. Vittorio presencia como los vampiros que habitaban en un castillo cercano se llevaban a los ancianos y enfermos, mientras un vampiro lo rapta y lo lleva hacia el castillo, Vittorio logra zafarse y matar a dicho vampiro apuñalándolo y decapitándolo.
Vittorio es guiado por Úrsula y Godric a la guarida de los vampiros, donde ella intenta convertirlo en parte del grupo y de esa manera salvarle la vida. En el antiguo castillo donde viven los no muertos, Vittorio descubre que sus jardines están llenos de ancianos y niños enfermos; de repente se da cuenta de que se trata de personas de la villa. Vittorio presencia el macabro festín ritual dirigido por el líder de los vampiros, en el que algunas de las personas de los jardines son seleccionadas para saciar la sed de sangre de sus amos.
Tras negarse a ser convertido en vampiro, Vittorio consigue salvarse y marcharse a Florencia, donde es dado por loco, gracias de nuevo a la intervención de Úrsula. Mientras camina contempla a dos ángeles discutiendo entre ellos, Ramiel y Setheus. Los ángeles están sorprendidos de que Vittorio pueda verlos (más tarde descubre que se trata de los ángeles de su artista favorito, Fra Filippo Lippi). Con la ayuda de los ángeles, Vittorio planea vengarse de los vampiros por matar a su familia y beber la sangre de los inocentes (Sin embargo, a pesar de la guía de los ángeles, es Vittorio quien lleva a cabo la venganza).
Durante el día Vittorio regresa al antiguo castillo de los vampiros y los decapita mientras duermen, arrojando sus cabezas a la luz del sol, donde se convierten en cenizas. Cuando llega el momento de decapitar a Úrsula Vittorio descubre que no puede hacerlo a pesar de las instrucciones de los ángeles, por lo que respeta su existencia con la esperanza de salvar su alma. Sin embargo, Úrsula lo engaña y en unos minutos lo convierte en vampiro contra su voluntad.
Finalmente Úrsula y Vittorio se reconcilian y permanecen juntos en los años siguientes, matando y bebiendo sangre por dondequiera que van.  
Vittorio es único en dos sentidos: puede ver a los ángeles y las almas agonizantes de los humanos, que percibe como una intensa luz brillante. Un ángel le dice que nunca será capaz de librarse de este don y que cada vez que tome una vida humana presenciará cómo se extingue su alma.
- Datos: Q921487